# Curimatella
Curimatella és un gènere de peixos de la família dels curimàtids i de l'ordre dels caraciformes.

## Taxonomia
- Curimatella alburna (Müller & Troschel, 1844)[2]
- Curimatella dorsalis (Eigenmann & Eigenmann, 1889)[3]
- Curimatella immaculata (Fernández-Yépez, 1948)[4]
- Curimatella lepidura (Eigenmann & Eigenmann, 1889)[5]
- Curimatella meyeri (Steindachner, 1882)[6]